# Pastor aeternus
Pastor aeternus («Перша догматична конституція про Церкву Христову») була видана Першим Ватиканським Собором 18 липня 1870 року. Документ визначає чотири доктрини католицької віри: апостольський примат, наданий Петру, вічність Петра Примат у римських понтифіках, визначення папського примату як папської зверхності, а папська непогрішність — непогрішима вчительська влада (магістерій) Папи.